# Carlo Di Palma
Carlo Di Palma (ur. 17 kwietnia 1925 w Rzymie, zm. 9 lipca 2004 tamże) – włoski operator filmowy.

## Kariera
Karierę filmową rozpoczął w latach 40. XX w. jako asystent operatora. W 1951 awansował do funkcji operatora kamery na planie włoskiego filmu Achtung! Banditi! Carla Lizzaniego. Od 1956 był już samodzielnym autorem zdjęć.
Międzynarodową sławę zdobył współpracując z Michelangelo Antonionim, z którym zrealizował m.in. Czerwoną pustynię (1964) i Powiększenie (1966). Za zdjęcia do tego ostatniego filmu był nominowany do nagrody Brytyjskiej Akademii Filmowej (BAFTA).
W 1983 przeniósł się z rodzinnych Włoch do USA, gdzie nawiązał stałą współpracę z Woody Allenem. Przez 11 lat - począwszy od filmu Hannah i jej siostry (1986), aż po Przejrzeć Harry’ego (1997) - Di Palma był autorem zdjęć do wszystkich dzieł tego amerykańskiego twórcy.
Zasiadał w jury konkursu głównego na 45. MFF w Cannes (1992).